# Artabano de Demavende
Artabano de Demavende (em persa médio: rtw'n ZYdwnb'wncy; romaniz.: Ardawān ī Dumbāwan-iz; em parta: rtbnw  dwnb'wntš, Ardaβān Dumbāwand-iž; em grego clássico: Αρταβάνου του απο Τουμβαούντων; romaniz.: Artabánou tou apò Toumbaoúnton) foi um dignitário persa do século III, ativo durante o reinado do xá Sapor I (r. 240–470).

## Nome
Artabano (Artabanus; Ἁρτάβανος, Artábanos) ou Artabanes (Artabanus; Ἀρταβάνης, Artabanēs) são as formas latina e grega do persa antigo Artabanu (*Arta-bānu), "a glória de Arta". Foi registrado em parta e persa média como Ardavã (em persa médio: 𐭓𐭕𐭐𐭍, Ardawān),, em acadiano como Atarbanus (Atarbanuš), em elamita como Irtabanus (Irtabanuš), em aramaico como Artebenu (‘rtbnw), em lídio como Artabana (Artabãna), em armênio como Artavã (Արտաւան, Artawān) e em persa novo como Ardavã (em persa: اردوان, Ardavan).

## Vida

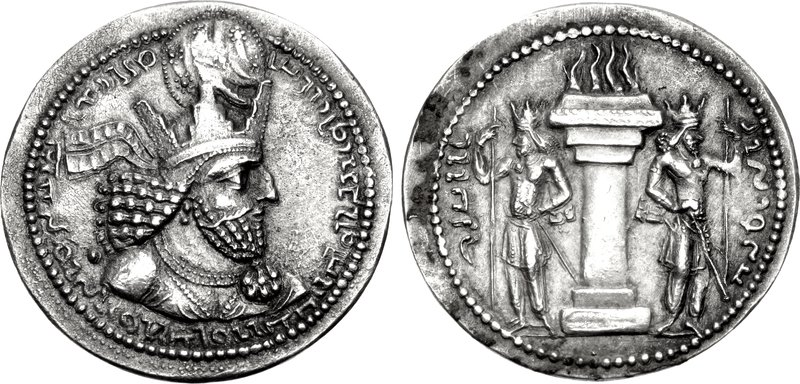
Dracma de Sapor cunhado ca. 240-244

Artabano era oriundo de Demavende, uma região batizada a partir do nome do monte Demavende, uma dos montes que compõem a Cordilheira Elbruz. Essa região não era uma província, mas parece, pela menção a Artabano e outros indivíduos, que tinha relevância dentro do Império Sassânida como domínio principesco. Artabano é citado nos Feitos do Divino Sapor, uma inscrição trilíngue produzida no reinado do xainxá Sapor I (r. 240–470), na lista de dignitários da corte de Sapor. É classificado na vigésima sexta posição na lista, o que indica sua alta posição na corte.